# Ladislav Černý (radiomechanik)
Ladislav Černý (22. července 1920 Praha – 24. ledna 1945 Breslau) byl český radiomechanik a odbojář popravený nacisty.

## Život
Ladislav Černý se narodil 22. července 1920 v Praze. V roce 1941 odmaturoval na gymnáziu v Hodoníně. Pracoval jako radiomechanik, žil v Podivíně, kde byl i členem Sokola. Po Německá okupace Čech, Moravy a Slezska v březnu 1939 vstoupil do sokolského protinacistického odboje. Spoluúčastnil se sbírek na podporu rodin zatčených a shromažďování zbraní pro případné protiněmecké povstání. Vzhledem ke své profesi byl pověřen sestrojením vysílačky, což se mu podařilo, přístroj měl ale malý výkon a dosah. Za svou činnost byl 13. července 1944 zatčen gestapem, během čehož byla výše zmíněná vysílačka nalezena. Vězněn byl v brněnských Kounicových kolejích, od září 1944 v Breslau. Zde byl 9. prosince 1944 odsouzen k trestu smrti a 24. ledna 1945 popraven. Až po jeho skonu se narodila jeho dcera Ladislava.

## Posmrtná ocenění
- Ladislavu Černému byl v roce 2007 udělen titul čestného občana města Podivína